# Alexandre Nikolaïevitch Volkov
Pour les articles homonymes, voir Volkov et Aleksandr Volkov.
Alexandre Nikolaïevitch Volkov (en russe : Александр Николаевич Волков), né le 31 août 1886 à Ferghana (Empire russe) et mort le 17 décembre 1957 à Tachkent (Union soviétique), est un artiste peintre et poète russe d'avant-garde.

## Biographie
Alexandre Volkov naît à Ferghana, près de Tachkent, dans l'Empire russe. Son père, Nikolaï Ivanovitch Volkov, est lieutenant-général du corps médical et sa mère, Feodosia Filippovna Volkova-Davydova, provient, selon certains, d'un camp de gitans. Entre 1888 et 1900, il étudie dans les écoles primaires de Tachkent. Entre 1900 et 1905, Volkov est enrôlé dans le deuxième corps de cadets d'Orenbourg. En 1906, il commence ses études collégiales à la faculté de physique et de mathématiques de l'université de Saint-Pétersbourg mais l'abandonne deux ans plus tard pour rejoindre l'atelier de Vladimir Makovski, qui était à l'époque professeur à l'école supérieure d'art à l'Académie impériale des Arts. Sa présence au studio privé de M.D. Bernstein, dont certains professeurs étaient Nicolas Roerich, Ivan Bilibine et Leonid Sherwood, a beaucoup influencé son développement artistique.
En 1912, Volkov s'installe à Kiev pour se former à la Kiev School of Arts.
En 1915, le peintre épouse Maria Ilyinichna Taratutina (1898-1925). En 1916, après avoir terminé sa formation, Volkov retourne en Ouzbékistan où il vécut jusqu'à la fin de sa vie.

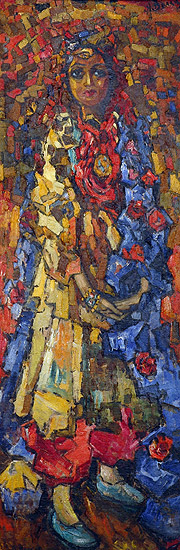
Femme perse (1916).

Volkov meurt en 1957 et est enterré à Tachkent. Le buste en béton sur sa tombe a été créé par son fils Alexandre.